# 今泉敏郎
今泉 敏郎（いまいずみ としろう、1951年3月20日 - 2008年5月21日）は、福岡県出身の作曲家・編曲家、キーボーディスト。合歓音楽院卒業。

## 来歴
福岡市立東光中学校時代より吹奏楽部にてトランペットを担当。福岡県立福岡高等学校に進学後も中学に続いて吹奏楽団に所属・トランペットを担当。同楽団の吹奏楽コンクールに於いて九州大会進出に貢献。在校時より東京芸術大学を目指し、3年を費やすが合格出来ず、合歓音楽院に進学。音楽性や奏法テクニックには非凡な物があった。ふきのとうのサポートメンバーなどを経て、編曲家として活動。2008年5月21日、出血性ショックのため、57歳で逝去。

## 主な楽曲
- 麻丘めぐみ「やさしくしないで」（編曲）
- 石川さゆり「天城越え」（編曲）
- 五木ひろし「逢えて横浜」（編曲）
- 伊藤麻衣子「わたしの胸に」（編曲）
- 大城バネサ「シベリア鉄道」（作曲）
- 門倉有希「ノラ」「J」「めぐり逢い紡いで」「Jun」（編曲）
- 川島なお美「薔薇の花みだら」（編曲）
- 小金沢昇司「もう一度札幌」（編曲）
- 西城秀樹「黄昏よ、そばにいて」「みんなBluesを唄ってた」（編曲）
- 佐野量子「蒼いピアニシモ」「雨のカルドラル」（編曲）
- 城之内早苗「シャボン玉」（編曲）
- 高山厳「心凍らせて」「悲しみよ一粒の涙も」（編曲）
- チャン・スー「平和な日々～but I say good-bye～」（編曲）
- 羅勲児「忘却雨（わすれあめ）」（編曲）
- 西島三重子「Bye-Bye」（編曲）
- 細江真由子「泣いてもいいですか」（編曲）
- 細川たかし「夢酔い人」（編曲）
- 堀内孝雄 「夢の道草」「東京発」「いいじゃない」「かくれんぼ」（編曲）
- 美川憲一「古都情念」（編曲）
- 山本譲二「外は雨が…」「放浪う…ままに」（編曲）

## 音楽担当
- 風魔の小次郎
- 闇の司法官ジャッジ